# 摩尼光佛教法儀略
《摩尼光佛教法儀略》（英語：The Compendium of the Doctrines and Styles of the Teaching of Mani, the Buddha of Light），簡稱《儀略》（The Compendium），是在敦煌莫高窟藏經洞發現的唐朝遺書，摩尼教敦煌漢語三經之一，是一部闡述摩尼教教義的寫本，由波斯傳教士拂多誕於唐玄宗開元十九年（731）撰寫，簡單綜述了該教的基本教義和儀軌，是認識摩尼教的入門文獻。

## 簡介
寫本分兩卷，上卷於1907年被匈牙利籍英國考古學家斯坦因發現，現藏倫敦大英圖書館，由三紙粘成，全長約150公分，寫字部份高約21.4公分。下卷於1908年為法國東方學家伯希和所得，今藏巴黎法國國家圖書館，全卷完整一紙，長52公分，高26.2公分，寫字部份高約21.4公分。
林悟殊考察《儀略》的內容和歷史背景後，認為該寫本並非譯作，而是奉詔直接用漢文寫成的一篇教義解說文。全文现存6個章節：《託化國土名號宗教第一》、《形相儀第二》、《經圖儀第三》、《五級儀第四》、《寺宇儀第五》、《出家儀第六》。其中前4章寫在上卷，後2章書於下卷，第7个章节除部分标题外已完全脫落，标题可能是《四法第七》，所以內容不得而知。全文主要介紹該教的創始人（教主）摩尼，教會的經書典籍、教階制度、寺院建築、組織結構和基本教義。很顯然作者試圖對摩尼教作一個全面的簡介，因此，該寫本無疑是研究摩尼教最具價值的原始文獻。

## 另見
- 下部讚
- 摩尼教殘經
- 摩尼教抄本殘頁